# Impatiens rothii
Impatiens rothii är en balsaminväxtart som beskrevs av Joseph Dalton Hooker. Impatiens rothii ingår i släktet balsaminer, och familjen balsaminväxter. Inga underarter finns listade i Catalogue of Life.